# Malmin lentokenttä
Malmin lentokenttä (en suédois : Malms flygfält) est une section du quartier de Malmi et du district de Malmi à Helsinki, la capitale de la Finlande.

## Description
Malmin lentokenttä a une superficie de 1,35 km2, sa population s'élève à 2 420 habitants(1.1.2010) pour 468 emplois(31.12.2011). La section comprend l'aéroport d'Helsinki-Malmi.